# Casa Antonini
Casa Antonini si trova a Firenze in via dell'Orcagna 51-55

## Storia
La palazzina fu commissionata da Raffaello Franciolini ad Adolfo Coppedè come casa-laboratorio, in quanto doveva ospitare al piano interrato un laboratorio ed un magazzino per cappelli da signora e ai piani superiori la residenza del proprietario. Il permesso di costruzione fu rilasciato dall'Ufficio tecnico del comune in data 10 febbraio 1906 al costruttore Giuseppe Morozzi ma i lavori iniziarono soltanto a partire dal marzo dell'anno successivo (permesso di occupazione di suolo pubblico rilasciato il 5 marzo 1907). Nel contempo il Morozzi aveva presentato richiesta di costruire 3 terrazzini in facciata, due in angolo ed uno sovrastante il portone d'ingresso, permesso che fu accordato dalla giunta comunale in data 17 maggio 1907. Concluso con molta probabilità già alla fine di quell'anno, il villino nel 1918 venne in possesso di Lea Taddea Antonini. Nel 1958 i proprietari hanno sopraelevato l'intero corpo di un piano, eliminando e guastando irrimediabilmente il rapporto d'emergenza delle due torrette laterali; in concomitanza con tale ampliamento l'edificio è stato frazionato in sei unità, di cui cinque abitative ed una a destinazione artigianale.

## Descrizione

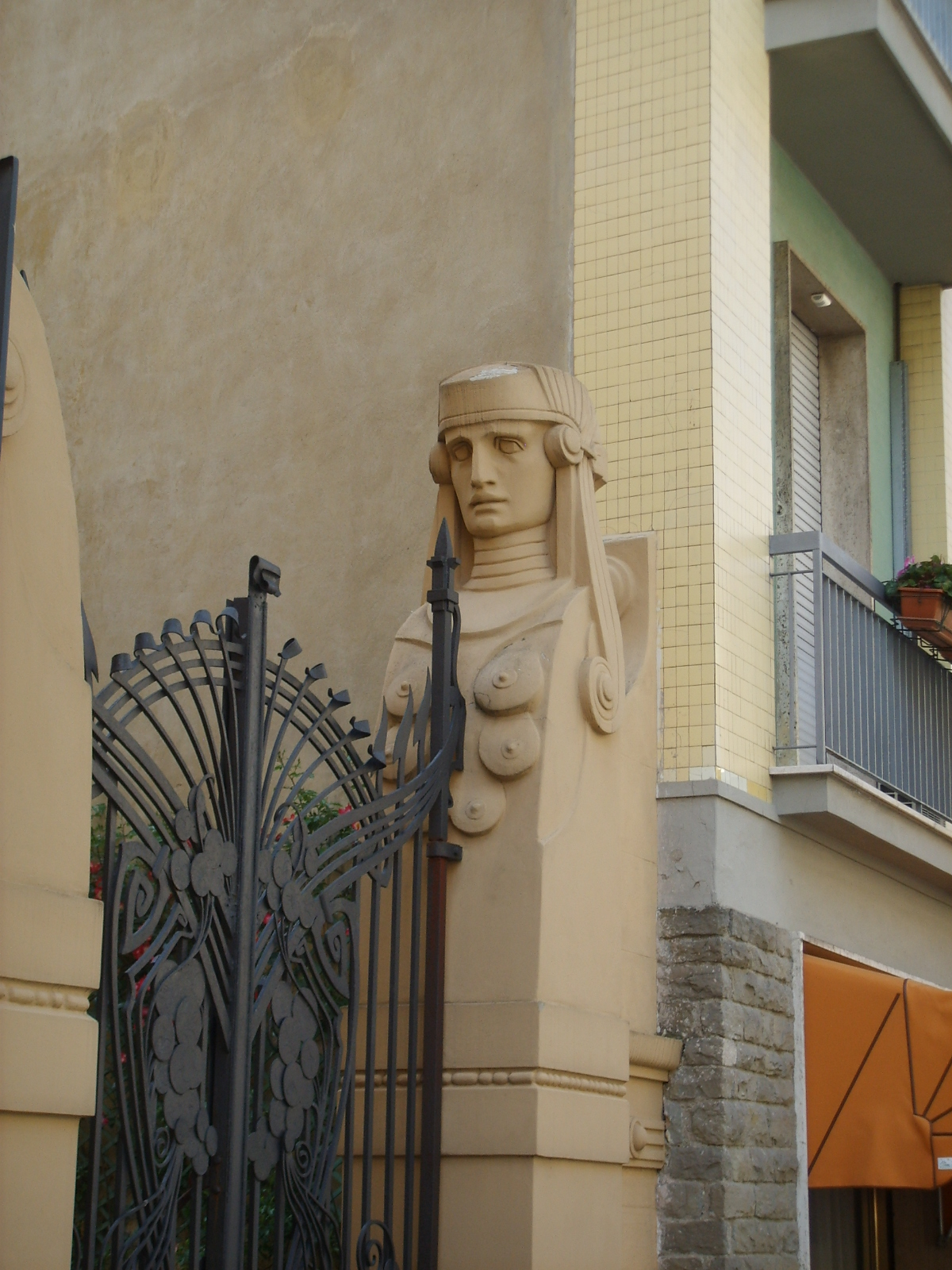
Erma del cancello

L'edificio è situato in un lotto d'angolo delimitato ad est da via Orcagna ed a sud da via Giotto; gli altri due fronti prospettano quello a nord su un giardinetto di proprietà, e quello ad ovest su una corte interna. Dato che la palazzina è tra i primi edifici realizzati in questa porzione di città compresa tra i viali di circonvallazione ed il fiume Arno, a partire dal primo decennio del Novecento il tessuto circostante si è andato progressivamente saturando con interventi estremamente eterogenei, per stile e tipologia, che vanno dal villino borghese su due o tre piani all'immobile plurifamiliare a sei o sette piani.
La palazzina ha pianta rettangolare e si sviluppa su quattro piani fuori terra più uno seminterrato. I quattro fronti sono trattati in maniera diversa a seconda che affaccino su strada (maggiore ricchezza decorativa e attenzione al ritmo delle aperture) o sul retro.
I due fronti su strada risultano scanditi agli angoli dai due corpi lievemente sporgenti delle ex torrette nei quali si trovano al piano nobile tre balconi di forte rilevanza plastica che servono da tettoia alle finestre del piano terra ed al portone. Le due facciate sono caratterizzate dal ritmo regolare dei tre ordini di finestre e dal gioco di sottili variazioni degli elementi plastici, tutti risultanti dalla geometrizzazione di motivi desunti dal lessico decorativo tradizionale. Al piano seminterrato le aperture, semplici luci rettangolari, sono inserite in un basamento lievemente aggettante; al piano terra le finestre sono inserite in specchiature archivoltate e ritmate da lesene, di lieve aggetto, e sono riquadrate in basso da mensole a foggia di aquila serranti una cartella a sezione mistilinea; al piano primo sono caratterizzate da una cornice e da un davanzale modanati e al piano secondo sono sovrastate da una cornice e da una serie di mensole a sostegno della gronda fortemente aggettante dell'originaria copertura. Le torrette presentano una cornice sottogronda che ripropone, fortemente stilizzata, la scansione della cornice dorica a metope e triglifi.
I tre balconi impostano su mensole rilevanti per dimensione e ricchezza decorativa alla cui base compaiono aquile stilizzate e nelle cui volute si rintracciano i temi classici della patera, delle fuseruole, della goccia e della foglia d'acanto, il tutto in scala dilatata. I finestroni di tali balconi sono riquadrati ed hanno un timpano curvilineo con sottostante protome femminile; il portale d'ingresso è inserito nel medesimo modulo e apparato decorativo delle due finestre con la variante di un ampio architrave con testa di Mercurio sovrastato da una luce archivoltata e tripartita.
A fianco dell'edificio, sul fronte est, il rilevante episodio del cancello di accesso al giardino, avente per piedritti due erme con figure femminili plurimammellute poste di profilo.
I fronti secondari non presentano temi di rilievo: in quello ovest, scala esterna in pietra di accesso al piano sopraelevato e finestrone tripartito da colonnine con capitelli pseudoionici in pietra serena corrispondente alla centrale sala da pranzo.
La distribuzione interna è articolata attorno al vano scala, in posizione laterale: un unico appartamento è situato ai piani terreno, primo e secondo; due al piano terzo.
L'edificio risulta oggi pressoché completamente trasformato, in facciata così come nella distribuzione degli ambienti. Il rialzamento di un piano e la mancata manutenzione delle decorazioni pittoriche, hanno fatto sì che buona parte del valore spaziale e decorativo sia andato perduto. Particolarmente alterato risulta anche il fronte ovest, nel quale sono stati eseguiti progressivi ampliamenti e saturazioni del tutto privi di organicità.
Relativamente all'interno, il frazionamento ha determinato un uso improprio dei vani nonché la perdita definitiva dell'originario connotato di palazzina monofamiliare. L'unico appartamento conservato nella distribuzione primitiva e con gli arredi originari è quello del piano terra: per gli altri le decorazione interne sono andate perdute e gli originari pavimenti e rivestimenti sostituiti.

## Fortuna critica
L'edificio è stato sostanzialmente ignorato dalla critica architettonica sino agli anni settanta, momento che ha segnato l'avvio di una globale revisione del Liberty italiano e la conseguente rivalutazione dei suoi protagonisti, tra i quali un ruolo non secondario occupano Adolfo Coppedè e Galileo Chini, rispettivamente autori del progetto architettonico e delle decorazioni pittoriche della palazzina. I giudizi sull'edificio, a partire da quello formulato da Carlo Cresti (1978), tendono a sottolineare l'ambiguità della soluzione qui adottata - ancora fortemente legata alla tipologia ottocentesca del palazzetto per quanto concerne l'impianto ed allo stile impero per quanto riguarda l'opulenta decorazione di facciata - e tuttavia non immune da influenze Art Nouveau o secessioniste, particolarmente riscontrabili in alcuni dettagli decorativi.
Nonostante la revisione critica, la palazzina è a tutt'oggi considerata un'opera di secondaria importanza, come eloquentemente dimostra la mancanza del vincolo conservativo.

## Altre immagini

Casa Antonini verso il 1980
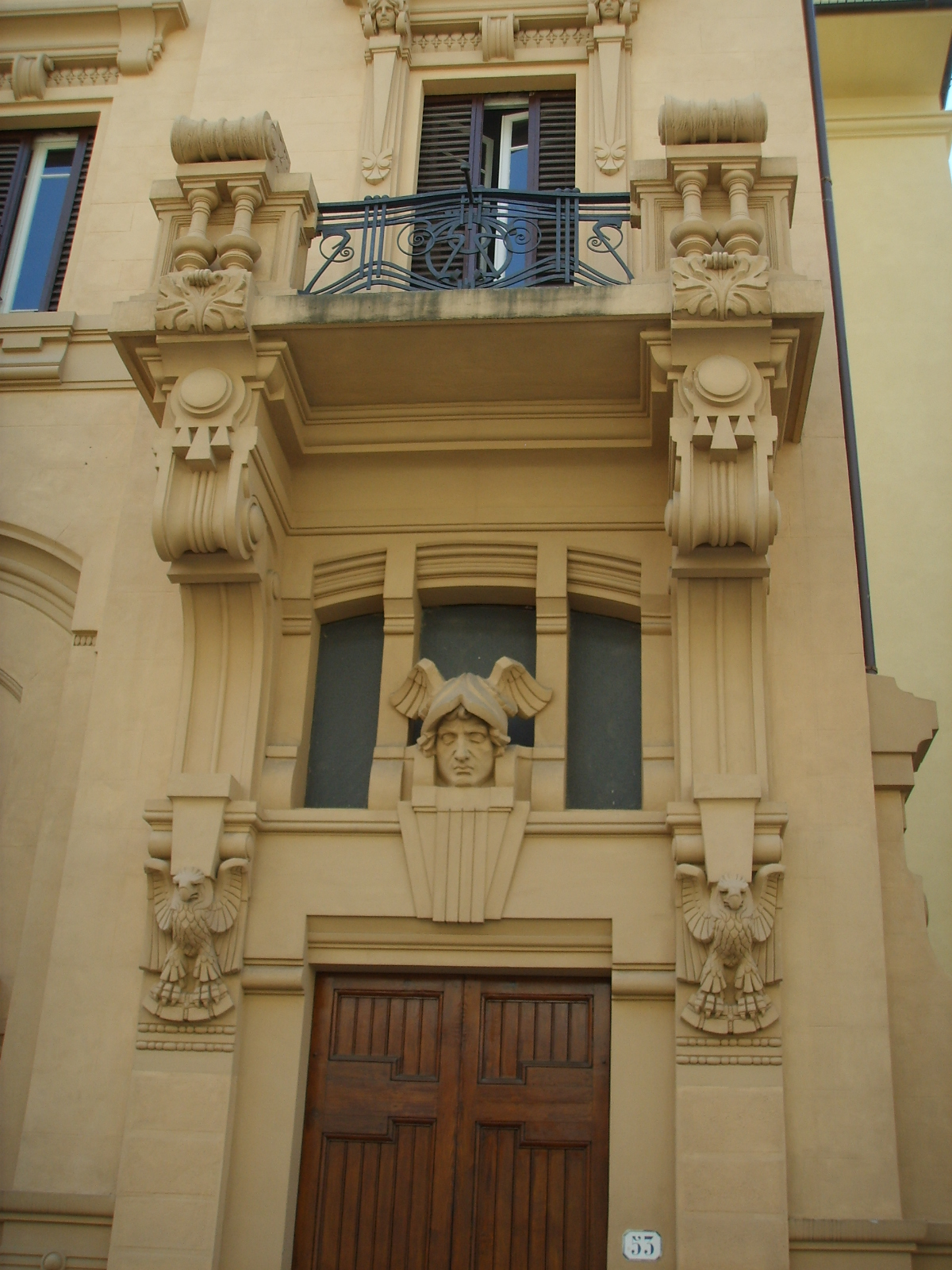
Decorazione del portale
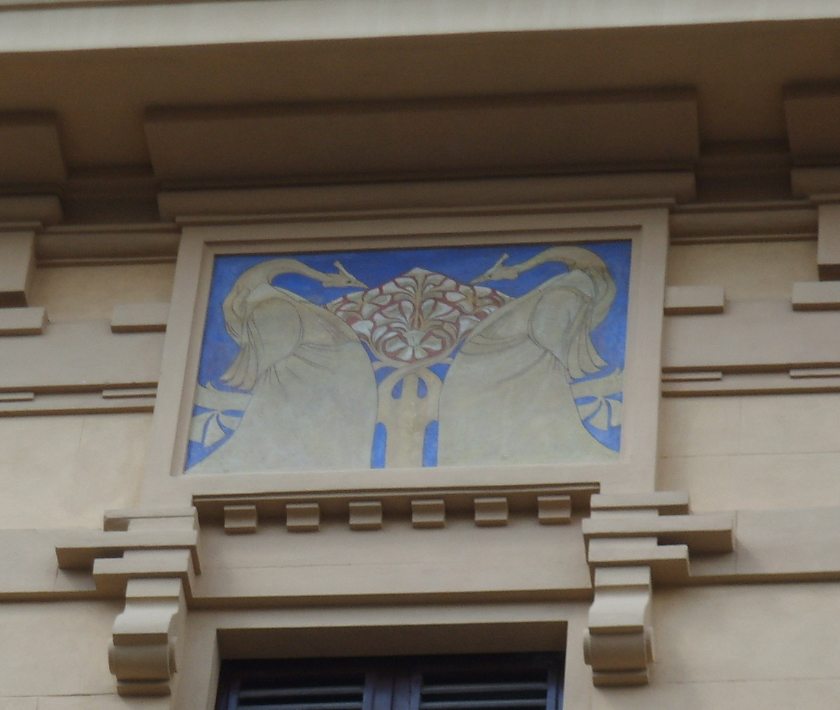
Decorazione pittorica di Galileo Chini
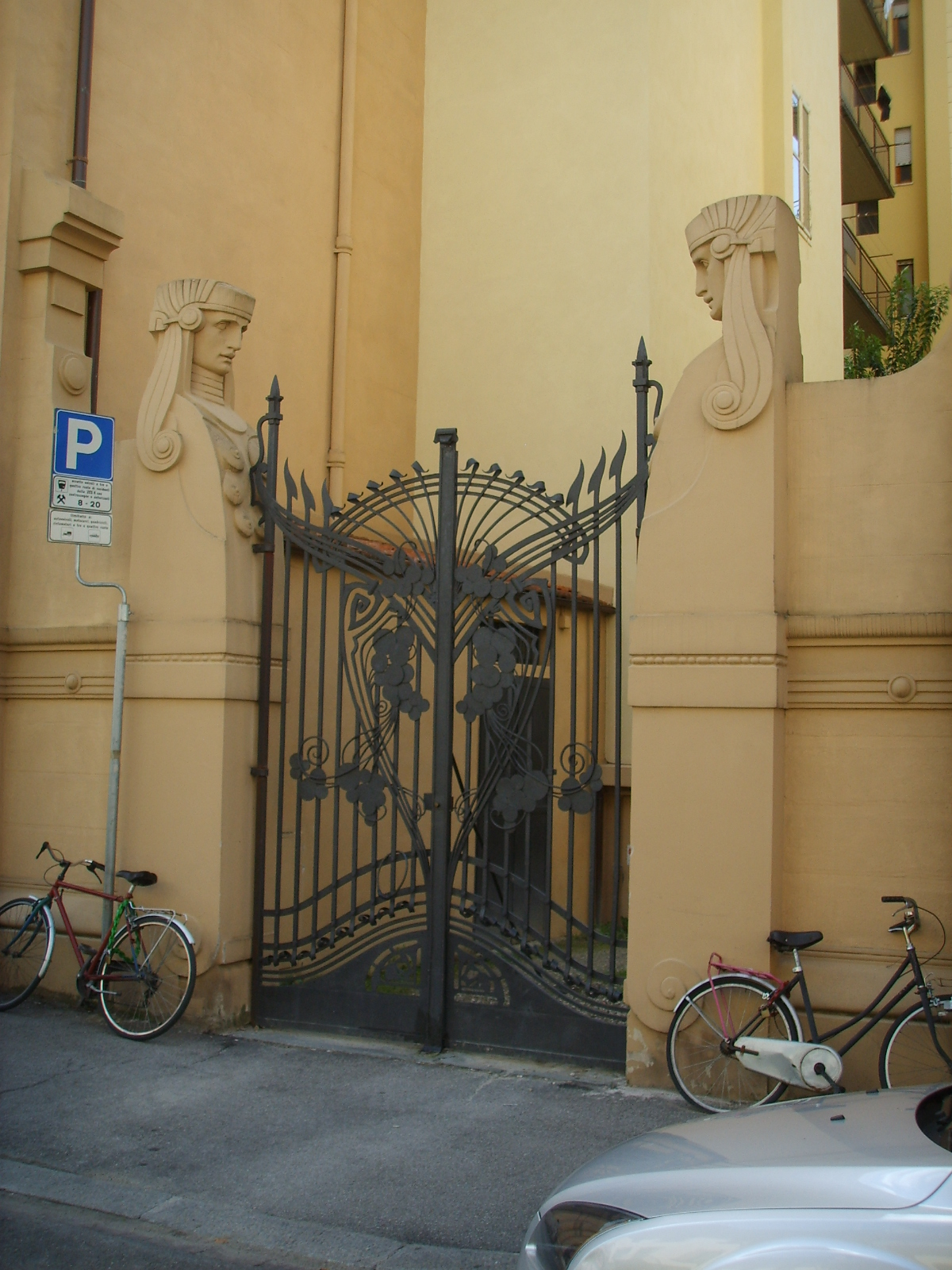
Il cancello